# Unisport FC
Unisport FC is een Togolese voetbalclub uit Sokodé.

## Geschiedenis
Unisport FC promoveerde in 2011 voor het eerst in zijn bestaan naar de Première Division. In 2018 degradeerde het opnieuw naar de Deuxième Division, om in het daaropvolgende seizoen alweer promotie af te dwingen. Tijdens het eerste seizoen van de terugkeer op het hoogste niveau werd het vice-kampioen, waarmee het zich kwalificeerde voor de CAF Confederation Cup.

## Resultaten in continentale wedstrijden
Toelichting op de tabel: #Q = #kwalificatieronde / #voorronde, #R = #ronde, PO = Play-off, Groep (?e) = groepsfase (+ plaats in de groep), 1/16 =  zestiende finale, 1/8 = achtste finale, 1/4 = kwartfinale, 1/2 = halve finale, TF = troostfinale, F = finale, T/U = Thuis/Uit, BW = Beslissingswedstrijd, W = Wedstrijd.

Uitslagen vanuit gezichtspunt Unisport FC
| Seizoen | Competitie            | Ronde | Land              | Club              | 1e W | 2e W | Totaalscore |
| ------- | --------------------- | ----- | ----------------- | ----------------- | ---- | ---- | ----------- |
| 2020/21 | CAF Confederation Cup | Q     | Vlag van Kameroen | Cotonsport Garoua | 0-2  | 1-0  | 1-2         |